# Szymon Hołownia
Szymon Hołownia, né le 3 septembre 1976 à Białystok, est un écrivain, journaliste et homme politique polonais. 
Sans avoir achevé ses études supérieures, il travaille pour la presse écrite puis anime des programmes radiophoniques et télévisés qui contribuent à sa notoriété.
Candidat indépendant à l'élection présidentielle de 2020, il est considéré comme l'un des favoris et finit troisième lors du premier tour en recueillant 13,8 % des voix. 
Il fonde ensuite fonde le parti Pologne 2050 et devient l'une des figures de l'opposition libérale. En 2023, après avoir obtenu son premier mandat parlementaire, il est élu président de la Diète.
Lors de l'élection présidentielle de 2025, il arrive en cinquième position avec moins de 5 % des suffrages.

## Scolarité
Szymon Hołownia suit sa scolarité au lycée privé de Towarzystwo Oświatowe (devenu le lycée d'enseignement général privé Fabryczna 10) à Białystok. Il entame des études supérieures de psychologie à l'École de psychologie sociale de Varsovie sans les achever.

## Carrière professionnelle
De 1997 à 2000, il est rédacteur au service culture de « Gazeta Wyborcza », et de 2001 à 2004 chroniqueur et rédacteur au service social de « Newsweek Polska ». D'avril à juillet 2005, il est rédacteur en chef adjoint de « Ozone ». De septembre 2005 à 2006, il travaille pour « Rzeczpospolita »  en tant que chef du service Plus Minus. Ses articles et chroniques sont publiés dans « Kultura Popularna », « Machina », « Przewodnik Katolicki », « Tygodnik Powszechny » et « Więź ». De 2006 à 2012, il est de nouveau chroniqueur pour « Newsweek Polska ». De septembre 2012 à avril 2013, il est chroniqueur pour l'hebdomadaire « Wprost ». Depuis 2015, il est chroniqueur régulier pour « Tygodnik Powszechny ». 
Il a animé des émissions à Radio Białystok, Radio Vox FM, a coopéré avec Radio PiN. 
En 2006, il présente l'émission Po prostu pytam sur TVP 1. De 2007 à 2012, il est directeur de programme de la station Religia.tv, dans laquelle il anime le talk-show éthique Między sklepami (2007-2010) réalisé depuis le centre commercial Złote Tarasy à Varsovie, ainsi que les émissions Bóg w wielkim mieście (Dieu dans la grande ville) (2010) et Ludzie na walizkach (depuis 2009). Il assure la revue de presse matinale de Dzień dobry TVN (pl). Avec Marcin Prokop, il anime sur TVN les émissions Mam talent! (pl), version polonaise de Incroyable talent (2008-2019) et Mamy cię! (pl), version polonaise de Surprise sur prise ! (en 2015).

## Engagement associatif
Il est l'un des fondateurs de l'antenne de Białystok de la fondation Pomoc Maltańska. En avril 2013, il crée également la fondation Kasisi, qui gère un orphelinat en Zambie. 
En 2014, il lance la fondation Dobra Fabryka, qui intervient pour aider des populations notamment au Bangladesh, en Mauritanie, au  Rwanda, au Burkina Faso et au Sénégal.

## Parcours politique

### Élection présidentielle de 2020
Le 8 décembre 2019, au théâtre Shakespeare de Gdańsk, il annonce sa candidature à l'élection présidentielle. Les enquêtes d'opinion le donnent un temps en mesure de se qualifier au second tour face au président sortant, Andrzej Duda, mais il pâtit de l’entrée en lice du nouveau candidat de la Plate-forme civique, Rafał Trzaskowski, et termine finalement en troisième position, avec 13,9 % des suffrages. Pour le second tour, il indique qu’il votera pour Trzaskowski, mais « sans plaisir ». Dans la foulée, il annonce le lancement de sa propre formation politique, Pologne 2050.

### Président de la Diète
Le 15 octobre, lors des élections parlementaires polonaises de 2023, la coalition Droite unie, menée par le PiS, arrive à nouveau en tête mais essuie un important recul qui lui fait perdre la majorité absolue des sièges qu'elle détenait à la Diète. Arrivée deuxième, la Coalition civique se retrouve par conséquent en position de provoquer une alternance en formant une alliance avec les coalitions La Gauche et Troisième voie, elles aussi dans l'opposition.
Les trois forces de l'opposition signent le 10 novembre, leur accord de coalition, confirmant la mise en minorité de la Droite unie. L'installation des deux chambres a lieu le 13 novembre. Comme pressenti, l'opposition fait élire son candidat à la présidence de la Diète, Szymon Hołownia.

## Vie privée
Il est marié à Urszula Brzezińska-Hołownia, officier de l'armée de l'air polonaise et pilote de chasseur MiG-29. Ils ont deux filles .

## Livres
- Kościół dla średnio zaawansowanych (Świat Książki, 2004,  (ISBN 83-7391-690-3), Znak, 2010,  (ISBN 978-83-240-1291-6))
- Tabletki z krzyżykiem (Znak, 2007,  (ISBN 978-83-240-0835-3))
- Ludzie na walizkach (Znak, 2008,  (ISBN 978-83-240-1047-9))
- Monopol na zbawienie (Znak, 2009,  (ISBN 978-83-240-1290-9))
- Bóg. Życie i twórczość (Znak, 2010,  (ISBN 978-83-240-1496-5))
- Ludzie na walizkach. Nowe historie (Znak, 2011,  (ISBN 978-83-240-1512-2))
- Bóg, kasa i rock'n'roll wspólnie z Marcinem Prokopem (Znak, 2011,  (ISBN 978-83-240-1864-2))
- Last minute. 24h chrześcijaństwa na świecie (Znak, 2012,  (ISBN 978-83-240-2198-7))
- Niebo dla średnio zaawansowanych wspólnie z Grzegorzem Strzelczykiem (Znak, 2013,  (ISBN 978832402128-4))
- Wszystko w porządku. Układamy sobie życie wspólnie z Marcinem Prokopem (Znak, 2013,  (ISBN 978-83-240-2789-7))
- Holyfood, czyli 10 przepisów na smaczne i zdrowe życie duchowe (Znak, 2014,  (ISBN 978-83-240-3233-4))
- Jak robić dobrze (Czerwone i Czarne, 2015,  (ISBN 978-83-7700-186-8))
- Święci codziennego użytku (Znak, 2015,  (ISBN 978-83-240-4050-6))
- 36 i 6 sposobów na to, jak uniknąć życiowej gorączki, czyli Katechizm według Szymona Hołowni (Czerwone i Czarne, 2015,  (ISBN 9788377002247))
- Instrukcja obsługi solniczki (Wydawnictwo WAM, 2017,  (ISBN 9788327714428))
- Ludzie w czasach Jezusa (Czerwone i Czarne, 2017,  (ISBN 978-83-7700-276-6))
- Święci pierwszego kontaktu (Społeczny Instytut Wydawniczy Znak, 2017,  (ISBN 978-83-240-5002-4))
- Boskie zwierzęta (Znak, 2018,  (ISBN 978-83-240-5449-7))
- Maryja. Matka rodziny wielodzietnej (Paulinianum, 2019,  (ISBN 978-83-66050-54-9))

## Prix, distinctions et nominations
- 2004 : Sharp Pen décerné par le Business Center Club
- 2004 : nomination au Prix "Ślad" Mgr Jan Chrapek
- 2006 : Grand Press dans la catégorie "interview" - pour interviewer le théologien, le professeur Jerzy Szymik intitulé Ciel pour les pigeons
- 2006 : nomination au Prix "Ślad" Mgr Jan Chrapek
- 2007 : Grand Press dans la catégorie "journalisme spécialisé" - pour un entretien avec l'éthicien et philosophe Kazimierz Szałata Tu te souviens de Job ?
- 2007 : Prix Ślad Mgr Jan Chrapek
- 2008 : nomination pour Wiktor dans la catégorie "plus grande découverte télévisuelle"
- 2008 : MediaTor dans la catégorie "NawigaTOR"
- 2010 : nomination au Prix du Andrzej Woyciechowski
- 2011 : Le Viktor dans la catégorie « Viktor du public » pour 2010
- 2016 : mention d'honneur du mérite pour la protection des droits de l'enfant aux mains du Médiateur pour les enfants.